# Simon Geinsperger
Simon Geinsperger (* 26. Oktober 1830 in St. Margarethen im Lavanttal; † 11. Januar 1915 ebenda) war ein österreichischer Gutsbesitzer und Politiker.

## Leben
Geinsperger war der Sohn des Herrn auf Schmelzhofen Sebastian Geinsperger (* 20. Januar 1793; † 14. Mai 1849) und dessen Ehefrau Margarethe geb. Tatschl (* 8. Mai 1807; † 20. Mai 1890). Er war römisch-katholisch und heiratete am 28. September 1868 Maria Josefa Schirza (* 4. Februar 1869; † 5. April 1939). Aus der Ehe gingen drei Söhne und eine Tochter hervor.
Geinsperger war Landwirt und Besitzer des Guts Schmelzhofen (im Lavanttal). 1886 gründete er eine Kunst- und Sägemühle in St. Margarethen bei Wolfsberg. Er war Gemeinderat und Bürgermeister in St. Margarethen bei Wolfsberg. 1908 wurde er mit dem Ritterkreuz des Franz-Joseph-Ordens ausgezeichnet. Vom 22. September 1884 bis zum 23. Mai 1890 war er Abgeordneter im Kärntner Landtag für den Wahlkreis LGM 3 Wolfsberg. Im Landtag war er Mitglied des Mitglied des volkswirtschaftlichen Ausschusses. Er gehörte dem Klub Deutschliberale an.